# Dorothée de Nève
Dorothée de Nève (* 1964 in Stans) ist eine Schweizer Politikwissenschaftlerin und seit 2015 Professorin für das Politische und soziale System Deutschlands und den Vergleich politischer Systeme an der Justus-Liebig-Universität Gießen (JLU).

## Leben
Dorothée de Nèves Eltern sind der Glasmaler José de Nève (1933–2019) und die Künstlerin Anna Verena (* 1930), geborene Stöcklin.
Bevor Dorothée de Nève 1990 an der Universität Wien ein Studium der Politikwissenschaft aufnahm, war sie erst Lehrerin an der École d’Humanité, Hasliberg-Goldern (Schweiz), dann an der Kaufmännischen Berufsschule Stans. 1992 wechselte sie an das Otto-Suhr-Institut an der Freien Universität Berlin, wo sie 1995 das Examen zur Diplom-Politologin ablegte und 2000 promoviert wurde. Danach war sie wissenschaftliche Angestellte, später wissenschaftliche Assistentin an der Martin-Luther-Universität Halle-Wittenberg. Es folgten Lehraufträge in Budapest und Wien. Von 2003 bis 2008 war sie Juniorprofessorin an der Martin-Luther-Universität Halle-Wittenberg. Es folgten Tätigkeiten als Research Fellow an der Universität Basel und der Universität Tokio, eine Gastprofessur an der Universität Wien sowie Vertretungsprofessuren an der Philipps-Universität Marburg und an der Fernuniversität in Hagen.
Nèves Forschungsfelder – unter anderem am JLU-Zentrum für Medien und Interaktivität – sind Wahl-, Parteien- und Partizipationsforschung, Koalitionsforschung, politische Kommunikation, Gender Studies, Politik und Religion, Korruption, Zivilgesellschaft und Governance.
An der Universität Gießen ist sie Projektleiterin des interdisziplinären Forschungsverbundes „antidemokratische Haltungen – Herausforderungen für Bildung und Sozialisation“.

## Schriften (Auswahl)
- Als Herausgeberin mit Tina Olteanu: Politische Partizipation jenseits der Konventionen. Budrich, Opladen/Berlin/Toronto 2013, ISBN 978-3-8474-0042-4.
- NichtwählerInnen – eine Gefahr für die Demokratie? Verlag Barbara Budrich, Opladen/Farmington Hills 2009, ISBN 978-3-86649-210-3.
- Als Herausgeberin mit Marion Reiser und  Kai-Uwe Schnapp: Herausforderung – Akteur – Reaktion. Diskontinuierlicher sozialer Wandel aus theoretischer und empirischer Perspektive. Nomos, Baden-Baden 2007, ISBN 978-3-8329-3013-4.
- Sozialdemokratische und sozialistische Parteien in Südosteuropa: Albanien, Bulgarien und Rumänien 1989–1997. Leske und Budrich, Opladen 2002, ISBN 978-3-8100-3481-6.
- Als Herausgeberin: Terror, Krieg und die Folgen. Perspektiven aus den Wissenschaften. Lang, Frankfurt am Main 2002, ISBN 978-3-631-39854-8.